# Private equity
La private equity (dall'inglese "capitale privato") è una sfera/categoria di investimenti finanziari mediante la quale un'entità (generalmente un investitore istituzionale) apporta nuovi capitali, e dunque finanzia, una società target, con l'acquisto di azioni e/o sottoscrivendo azioni di nuova emissione, apportando nuovi capitali all'interno dell'obiettivo. Pertanto, questi finanziamenti non creano debito, siccome le azioni non creano debito. 
La società obiettivo di base non deve essere quotata in borsa (listed company), tale per cui si dice "not publicly traded"; siccome la borsa è il mercato pubblico e regolamentato per eccellenza, essa fa parte della public equity, l'opposto della private equity. Qualora le aziende siano quotate, se sono intenzionate ad abbandonare la borsa (delisting) si parla di public private equity. 
In certi casi, possono anche essere delle startup (e quindi a bassa capitalizzazione azionaria) che offrono progetti innovativi e attraenti e/o che lavorano in un campo che ha possibilità di crescita; l'investimento è più rischioso di altri ma può essere molto remunerativo.
Siccome il mercato azionario esiste per finanziarsi tramite equity (e non debito) come si dice in corporate finance, il mercato azionario si può pensare come "mercato dell'equity" privato o pubblico (public equity market o private equity market), dunque la private equity forma parte del mercato dell'equity e del mercato azionario.
L'attività di finanziare una società tramite investimenti appartenenti alla private equity viene detta private equity financing, mentre gli investitori che finanziano le società tramite questi tipi di investimenti vengono detti private equity investor. Una compagnia/società di private equity è detta private equity fund o private equity firm e tipicamente ha la forma giuridica di una società in accomandita (negli Stati Uniti limited partnership, LP) che ha o meno degli sbarramenti nell'ingresso dei soci partecipanti (se non ne ha, si finanzia attraverso le azioni; si possono anche quotare in borsa e, in tal caso, se i soci che apportano capitale sono anche comuni azionisti che effettuano compravendite di azioni in borsa, sono dette business development company BDC). Un azionista di un private equity fund può anche essere un exchange-traded fund (ETF), a sua volta un fondo di investimento (come a sua volta l'hedge fund), ma non sono fondi da confondere con quelli di private equity.
Il capitale investito in primis a scopo di lucro nelle società, che dunque ricevono finanziamenti sotto forma di azioni acquistate, è detto "capitale di investimento" e una società in cui un private equity fund investe si chiama portfolio company.

## Caratteristiche della sfera "private equity"
L'investimento, per essere detto "private" e di "equity", deve avere due caratteristiche: innanzitutto, non deve essere un finanziamento tramite debito (debt financing, cioè tramite prestiti bancari e emissione e acquisto di obbligazioni/bond da parte di obbligazionisti/bondholder) bensì un finanziamento tramite un tipo di security che non crea debito/liability (siccome l'obbligazione è una security che crea debito, allora si usano le azioni/share), pertanto si sta utilizzando l'equity financing (la scelta tra i due tipi di finanziamento è un tema fondamentale in corporate finance); dopodiché, l'equity financing deve essere "private", cioè non deve avvenire in contesti in cui viene considerato "public"; il contesto pubblico per eccellenza è quello della compravendita di azioni in borsa. Pertanto, il private equity financing è un finanziamento che avviene attraverso l'acquisto di azioni (forma parte del costo del capitale ma non crea debito) e non in borsa, cioè in contesto privato/in mercati non regolamentati, per esempio over the counter OTC. Tutti gli investimenti/finanziamenti che hanno queste due caratteristiche appartengono alla sfera della private equity.
L'entità che effettua il finanziamento può essere una semplice persona fisica che compra un'azione (non tramite borsa) concedendo un finanziamento e diventando socio/azionista oppure un angel investor, cioè un individuo ad alto patrimonio netto (high-net-worth individual HNWI) che agisce da solo o in una rete/network informale di angel investor (l'angel investor, in base ai parametri della Securities and Exchange Commission, può essere classificato come investitore accreditato).
In alternativa, può essere un'entità come un fondo, e.g. un venture capital fund basato su una struttura di limited partnership o un generico fondo di private equity. Quindi, per esempio, i finanziamenti possono derivare da attività di angel investoring o di venture capital financing e, nel caso delle startup, compongono il seed capital. In generale, un qualunque fondo che offre finanziamenti di private equity, come etichetta generica, viene detto private equity fund. Questi fondi possono a loro volta appartenere a vere e proprie aziende di PE, le cosiddette "private-equity firm", e a volte i criteri per parteciparvi sono piuttosto stretti. Per esempio, un fondo di private equity potrebbe ammettere soltanto investitori accreditati, ragion per cui chi entra deve essere molto benestante (alcuni fondi PE statunitensi possono richiedere una partecipazione in ingresso di almeno 250.000$, mentre altri potrebbero richiedere dei milioni).
Il primo tipo di fondo di private equity è generico, mentre il secondo tipo è quello di venture capital (o "venture cap"). Il secondo cerca profitti in un orizzonte temporale più breve rispetto al primo.
Il terzo tipo di investitore di private equity è un secondo tipo di fondo detto fondo pensione.
Sebbene i fondi di private equity siano numerosi, non vi sono mercati telematici di compravendita delle quote rappresentative, in quanto non sono liberamente trasferibili.
Esistono anche fondi che rilevano dagli investitori di private equity (e.g. i venture capital fund) le quote di fondi di private equity che questi desiderano cedere, sia per ragioni di performance, sia perché il fondo di partenza ha esaurito la generazione di valore e ha/cerca alternative di investimento nuove, più innovative e più attraenti. Di base, un fondo non solo desidera finanziare aziende e startup promettenti per spingere alla crescita e all'intraprendenza economica, ma desiderano anche un ritorno sull'investimento (ROI) e dunque profitti da distribuire ai membri del fondo (a meno che si parla di un singolo angel investor). Questi profitti possono venire anche in orizzonte temporale di medio termine, cioè 4-7 anni (il medio termine, nel contesto di credito dilazionato, è pari per convenzione a 5 anni, il breve termine arriva a 1 anno massimo e il lungo termine a 10-15 anni per esempio in contesto di contratti d'appalto milionari da pagare).

## Le società/fondi di private equity, le relazioni di livello C e l'Investing in Upside
Generalmente, i fondi di private equity sono strutturati con particolari architetture societarie specializzate, ragion per cui si possono pensare come società/compagnie/aziende di private equity, sostanzialmente dei gruppi di investitori che accumulano un capitale utilizzato per investimenti a fine di lucro e gestito da uno o più manager a cui tutti i soci delegano la gestione. Le società o fondi di PE in inglese sono detti "private equity firms" o "private equity funds". In America si usano le limited partnership LLP, simili alla società in accomandita per azioni della disciplina italiana (per esempio, i fondi di venture capital statunitensi di solito assumono la forma giuridica di una limited partnership). Possono mettere degli sbarramenti in ingresso, tali per cui entrano solo i soci che investono almeno 250.000$ o, in altri casi, alcuni milioni di dollari, oppure si finanziano tramite le azioni. Alcune società di private equity sono pure quotate in borsa.
In Italia possono operare sia con strumenti quali le società di gestione del risparmio (SGR) sia tramite società di gestione estere (basate in piazze ritenute meglio attrezzate dal punto di vista regolamentare e amministrativo quali, in Europa, il Lussemburgo, o le Isole del Canale inglesi).
I general partner di un fondo (ovvero i soci accomandanti) ottengono i fondi da investitori istituzionali che formalizzano il loro investimento diventando dei limited partners (soci accomandatari), ovvero senza responsabilità oltre a quanto versato. I general partner invece sono responsabili in solido per le attività dei fondi ed è lui (o un comitato) a gestire il fondo e dunque dove investire i soldi siccome i soci accomandatari gli hanno delegato il potere gestionale e decisorio (decision making).
Quando i partner identificano un investimento idoneo alle finalità del fondo, svolgono una serie di analisi e strutturano un processo di due diligence sull'azienda. Al buon esito della due diligence i general partner "chiamano" quote di capitale dagli investitori (le capital call) e ciascun investitore la sottoscrive pro-quota.
Tutte le decisioni di investimento, gestione e dismissione sono gestite dai general partner a volte raccolti assieme agli investitori principali nei consigli di amministrazione del fondo. L'insieme degli investimenti di un fondo di private equity si definisce portafoglio di investimenti (investment portfolio).
I manager delle società di private equity (private equity firm) sono pagati (anche) sulla base della loro performance, il che li incentiva a gestire in modo non negligente i fondi siccome, di base, guadagnano se lavorano bene e con impegno. Siccome si argina un problema di opportunismo, questa formula di pagamento è anche un modo per arginare i problemi di agency tra gli azionisti e il manager, che potrebbe gestire male i soldi dato che non sono i suoi. In più, si aggiunge il fatto che in una limited partnership, il manager è un partner con società limitata. La paga, perlomeno in sistemi come quello statunitense, è composta dalla management fee e dalla performance fee. La prima è pari al 2% degli asset gestiti (asset under management AUM) e dal 20% dei profitti lordi alla vendita (gross profits upon sale), ma queste stime possono variare parecchio.
Le grandi società di private equity hanno asset per un miliardo di dollari o più, mentre le medie società di private equity (middle level) hanno asset da 50 a 500 milioni. Nelle società di medio livello, i grandi soci partecipanti (limited partners) possono guadagnare un milione di dollari o più all'anno, mentre i manager possono guadagnare centinaia di migliaia di dollari specialmente se in più gestiscono con successo il capitale sociale.
Di base, i fondi di private equity in generale possono avere il solo interesse a investire e essere passivi verso la compagnia target dell'investimento, ma altri fondi hanno un atteggiamento attivo (active private equity firms) tale per cui, dopo il finanziamento, supportano i top executive dell'azienda target con il loro know-how per esempio lavorando a stretto contatto con lo Chief Executive Officer o lo Chief Financial Officer (CFO), cioè instaurando delle relazioni di livello C ("C-level relationships", con il CEO e il CFO). Queste relazioni sono mirate, tra i vari obiettivi, a migliorare la performance della compagnia, aiutare la sua sopravvivenza, incrementare i profitti per la società di private equity e diventare più attraente agli occhi della platea di nuovi investitori. Pertanto, le società con un atteggiamento di investimento attivo si propongono di supportare le società target per portarle al massimo successo possibile. Di solito, i manager del fondo di PE forniscono informazioni, appoggi e aiuti in campo di corporate finance, quindi nel financial management (a maggior ragione perché, nelle relazioni di livello C, si lavora a contatto con il direttore finanziario/CFO) e financial planning/pianificazione finanziaria. I manager del fondo (fund manager), in particolare, possono aiutare i mananger della società target/portfolio company siccome si occupano già di investimenti e hanno una expertise nel settore; in più, questo campo è tra i più cruciali nella gestione di una società siccome le azioni si basano sui finanziamenti raccolti e da raccogliere (ovviamente in modo calcolato e diligente) e quanto e dove si investono e allocano. Altri campi in cui i manager del fondo forniscono supporto al livello C della società target sono l'accounting/contabilità laddove si implementano nuovi standard migliori e omogenei e l'implementazione di tecnologie atte a migliorare il management e il business (in passato, per esempio, implementavano le tecnologie IT nelle società). Infine, laddove il business è ben avviato, ma ci sono delle aree che non rendono molto (underperforming), il management del fondo può tentare di risollevare queste aree laddove decide di non disinvestire. Risollevare queste aree permette di incrementare ulteriormente i profitti e il valore dell'azienda; ciò si abbatte sui profitti del fondo e sul suo carisma e attrattiva. Comunque, la coordinazione tra i due management è possibile se c'è una convergenza di interessi (oltre al guadagnare di più).
Gli avversari degli angel investor e dei fondi e società di private equity, sempre in contesto di private equity, sono le banche di investimento (investment banks) siccome sono interessati a stringere buoni affari o ricavare dividendi da grandi aziende e possono (anche) investire fuori dalla borsa, fermo restando che sono investimenti rischiosi e che i fondi PE e gli angel investor possono intervenire proprio laddove le banche non vogliono intervenire/rischiare.
Una strategia di investimento di private equity abbastanza diffusa, oltre al generico acquisto di azioni, è il leveraged buyout (LBO), cioè l'acquisto (in tal caso da parte del private equity fund) di un'intera compagnia target attraverso la leva finanziaria mettendo a garanzia gli asset della stessa società target (se non si riescono a ripagare i soldi prestati per l'acquisto, il compratore li ripaga usando la società target stessa). L'acquisto totale avviene nel momento in cui il fondo desidera trarre il massimo vantaggio e guadagno possibile, siccome più percentuale di partecipazione possiede, più riceve dividendi (la gestione della società target viene comunque delegata a un consiglio di amministrazione, ragion per cui il fondo di private equity di base continua a svolgere il suo business di investimenti a scopo di lucro).
A volte, i fondi di private equity incentivano le società a lasciare la borsa in cui sono quotati siccome il delisting li permette di concentrarsi su obiettivi e approcci nel lungo termine, cosa che non sempre accade nel momento in cui la pubblicazione dei report finanziari (e.g. il foglio di bilancio trimestrale, "quarterly financial report") è trimestrale: in tal caso, le tappe sono scandite tramite brevi periodi di tre mesi. Il delisting viene attuato dal fondo, che nel mentre è diventato l'azionista di maggioranza (ma i soci, nell'ordinamento statunitense, non prendono decisioni di questo tipo e alcune società possono attivare delle tutele nel caso in cui ritengano di essere il target di un'acquisizione ostile).
Una quarta strategia di investimento di private equity abbastanza diffusa oltre alla semplice compravendita di azioni, al leveraged buyout LBO e al delisting di una società, è l'Investing in Upside: in questa strategia, si compra una società ben avviata o che è ben inserita in un mercato di nicchia (niche market) siccome produce prodotti e servizi di particolare specificità, si migliora in tutti i modi possibili (inclusa l'instaurazione di relazioni di livello C), si innalza il suo valore dell'impresa (enterprise value EV) fino a farlo diventare miliardario e si rivende (tramite la vendita di azioni) a una grande corporation, ottenendo profitti altissimi. Le grandi corporation ottengono dunque i guadagni e l'apporto di compagnie ulteriormente cresciute o l'apporto di società che offrono prodotti e servizi di nicchia prima assenti. Le società target dell'Investing in Upside sono le medie imprese (middle-market o mid-market company) e, se non sono internazionalizzate perché non vendono o investono all'estero, il fondo di private equity le spinge a farlo. Oppure, anche il comprare più industrie frammentate e sparpagliate per consolidarle in un'unica industria molto potente (big player) è un'operazione di Investing in Upside. Di base, in tutti questi casi, i manager del private equity fund si occupano, ad acquisto avvenuto, di incrementare lungo tutto l'orizzonte temporale dell'investimento (tipicamente nel medio termine, 4-7 anni) gli earnings before interest, tasse, deprezzamento e ammortizzazione (EBITDA) con investimenti, apporto di know-how e acquisizioni. Perlomeno, ciò avviene nel caso in cui l'atteggiamento non è passivo ma è attivo, tale per cui si instaurano le relazioni di livello C.
Negli Stati Uniti, c'è una differenza tra small business, mid-market company e big business; le mid-market hanno ricavi/entrate annuali (renevue) che vanno da 10 milioni a 1 miliardo di dollari secondo il National Center for the Middle Market dell'Università dell'Ohio; secondo altre classificazioni molto più stringenti, hanno ricavi da 100 milioni a 3 miliardi di dollari. In Italia, la suddivisione è tra micro-imprese (solitamente startup), piccole e medie imprese (PMI, in inglese "small and medium enterprises" SME) e grandi imprese. Le medie imprese, secondo gli standard unificati dell'Unione Europea, hanno un fatturato annuo di massimo 50 milioni di euro e hanno da 50 a 250 dipendenti.

## Differenza tra l'angel investor, il private equity fund e l'hedge fund
- L'angel investor, o business angel, è un singolo individuo ad alto patrimonio netto HNWI (a prescindere che sia un investitore accreditato o meno) che, da solo o tramite una rete informale/network, investe parte della sua ricchezza nelle azioni (tipicamente delle penny stock) di startup innovative e ad alto potenziale per farle crescere tramite del capitale "iniziale", il seed capital. Dopo che cresce, l'angel investor può trarre profitto sotto forma di dividendi dal loro sviluppo; le startup invece crescono e possono ricevere altri investimenti/finanziamenti ancora una volta che diventano profittevoli e attraenti (first round of investment, dopo il seed capital), tale per cui la loro capitalizzazione azionaria aumenta (e.g. da nano-cap diventano micro-cap).

- Il fondo di private equity (venture capital o generico) invece è un fondo strutturato come limited partnership (LP) e simili, è basato su un gruppo/pool di investitori e ha l'obiettivo/oggetto sociale di investire solitamente in aziende già avviate (sporadicamente in startup) per ricavare profitti e aiutarle a crescere (se in più si stabiliscono le relazioni di livello C, cioè con lo Chief Executive Officer e lo Chief Financial Officer, si può attuare la strategia di Investing in Upside tramite l'affiancamento attivo dei manager del fondo). Il profitto nel medio termine (4-7 anni) risiede nella raccolta di dividendi o nella vendita della partecipazione azionaria a una grande corporation. Possono sbarrare l'accesso tramite una soglia molto alta di contribuzione (entry strategy) o possono raccogliere il capitale di investimento del fondo tramite la compravendita libera di azioni (possono anche quotarsi in borsa). Alcuni fondi LP possono specializzarsi, e.g. real estate partnership se si investe nel real estate. Una LP non è una persona giuridica.

- L'hedge fund (in italiano Fondo speculativo) è in molti punti analogo a un fondo qualunque di private equity: è tipicamente strutturato come una limited partnership (LP) e, come entry strategy, possono sbarrare l'accesso tramite una soglia molto alta di contribuzione, e.g. 100.000$ o 250.000$ o anche dei milioni di dollari, tale per cui bisogna essere un individuo ad alto patrimonio netto (è raro che siano aperti a tutti). Anche gli hedge fund partecipano alle aziende comprandosi le loro azioni per ricavarne profitti, ma come prima differenza possono agire nella sfera sia della private equity che della public equity siccome le comprano e vendono sia over the counter OTC che in borsa. Il secondo è il fatto che comprano anche i bond, tale per cui non si limitano a praticare il public equity financing e il private equity financing, ma anche il debt financing (vedasi corporate finance). La terza, da cui si intuisce come il loro campo di azione sia vastissimo, deriva dal fatto che gli hedge fund investono in tutte le security, cioè in azioni, obbligazioni ma anche nei derivati come le commodity futures (i derivati sono i forwards, futures, option e SWAP, ognuno con i suoi sottotipi esattamente come per le azioni e le obbligazioni) tramite canali pubblici (borsa) e privati (OTC). Ultimo ma non ultimo, gli hedge fund sono altamente speculativi siccome hanno l'obiettivo di guadagnare il più possibile nel minor tempo possibile e in qualunque modo possibile. In più, siccome sono composti da investitori accreditati, negli Stati Uniti hanno bisogno di meno regolamentazione in base agli stardard della Securities and Exchange Commission (SEC). Gli hedge fund hanno una minima protezione da liquidazione siccome, se non ne avessero, i soci potrebbero ritirare il loro investimento in qualunque momento (il fondo dovrebbe rimborsarli): dopo l'acquisto della partecipazione, i soci non possono ritirare il loro investimento per tipicamente da 3 a 7 anni (medio termine). Questo blocco viene chiamato "lock-up period" e ricorda molto l'IPO Lock-Up nella Offerta pubblica iniziale, che però dura solitamente da tre a sei mesi e riguarda solo coloro che sono già azionisti della società che si quota in borsa. Infine, gli hedge fund sono degli open-end fund siccome possono in teoria emettere un numero infinito di azioni e raccogliere denaro all'infinito, mentre altri fondi possono essere open-end fund oppure closed-end fund, tale per cui non possono emettere azioni e alimentare il fondo con finanziamenti potenzialmente in modo illimitato.

Esistono comunque altri tipi di fondo, come i fondi pensione, i mutual fund e gli exchange-traded fund ETF. Tutti e tre possono essere sia open-end fund che closed-end fund.

## Tipologie di fondi e società di private equity
- Angel investing/Seed capital: attività di investimenti in fase di startup e senza fatturato realizzati da un angel investor/business angel, tipicamente un individuo ad alto patrimonio netto che agisce da solo o in una rete/network informale
- Fondi di private equity: sono strutturati come società limited partnership (LP), l'analogo delle società in accomandita (anche quotate in borsa)
- Venture capital fund: fondi di private equity specializzati in investimenti in società avviate (sporadicamente anche startup), ma con flussi di cassa negativi e grandi potenzialità di crescita, progetti innovativi e attraenti e fabbisogni di cassa per finanziare il lancio dei prodotti e/o sviluppare il mercato
- Development capital: investimenti in società avviate, con flussi di cassa positivi in rapida crescita con fabbisogni di cassa legati allo sviluppo del mercato
- Management buyout (MBO) e management buyin (MBI) e buy-in management buyout (BIMBO): tramite acquisti della società target da parte del management insider/interni o di un manager outsider/esterni o entrambi, il management assume un ruolo di imprenditore rilevando assieme ad un fondo di private equity l'azienda (si può anche usare la leva finanziaria, ovvero leveraged buyout LB mettendo a garanzia del prestito bancario gli asset dell'azienda stessa).
- Special situation o fondi di turnaround sia operativi che finanziari: investimenti in aziende in crisi (ovvero in dissesto finanziario o in stato di insolvenza/bancarotta ma non ancora in liquidazione).

## Tecniche e strategie finanziarie
- Acquisto di azioni/share per concedere finanziamenti tramite equity (e non debito) per ricavare profitti nel medio termine sotto forma di dividendi redistribuiti ai partecipanti del fondo e al general partner (o eventualmente rivendita a prezzo maggiorato come exit strategy)
- Instaurazione di relazioni di livello C (cioè con i top executive, tipicamente lo Chief Executive Officer e lo Chief Financial Officer) per apportare know-how e incrementare i ricavi, profitti e il valore dell'impresa
- Leveraged buyout (LBO) - Investimenti di management buyout (MBO), management buyin (MBI) e buy-in management buyout (BIMBO) in cui viene usata una grande quantità di debito per acquistare la società dove in taluni casi l'azienda viene venduta a pezzi per ripagare il debito (break up value)
- Going private - Investimenti in aziende quotate per cui l'investitore di private equity vede un valore nel ritirare l'azienda dal pubblico mercato (delisting dalla borsa), sistemarla e rifocalizzarla e poi cederla con profitto.
- Investing in Upside incrementando l'EBITDA nel medio termine o lungo termine con investimenti, instaurazione di relazioni di livello C, internazionalizzazione e acquisizioni di industrie frammentate per creare un unico big player; la partecipazione azionaria del fondo viene poi venduta a una grande corporation.
- Mezzanine capital - Investimento sotto forma di debito non garantito con un rendimento extra legato alla profittabilità dell'investimento (l'equity kicker).

## Operatori
Storicamente negli anni novanta del XX secolo il CMBO Center di Oxford ha registrato ritorni dei fondi di private equity oltre il 30% su base annua.
Nei primi anni 2000 il ritorno medio degli investimenti di private equity si era abbassato tra il 28%-30%. Nel 2004 il ritorno atteso dei fondi di private equity si è attestato tra il 17% e il 20%.
Le grandi differenze si osservano nella varianza dei ritorni, dove la differenza tra il primo quartile e l'ultimo quartile può essere di 4000 basis point.
Secondo Private Equity International, al 2021 i 10 maggiori operatori del mondo sui 300 migliori sono:
1. Blackstone Group BX (quotato al New York Stock Exchange/NYSE)
2. The Carlyle Group CG (quotato al NASDAQ)
3. Kohlberg Kravis Roberts KKR (quotato al NYSE)
4. Texas Pacific Group TPG
5. Warburg Pincus
6. NB Private Equity Partners
7. CVC Capital Partners
8. EQT Partners
9. Advent International
10. Vista Equity Partners

Tra gli operatori italiani in elenco figura soltanto il Fondo FSI con sede a Milano in 262ª posizione; tuttavia, è attivo dal febbraio 2016, ragion per cui è piuttosto giovane. Il Fondo FSI è entrato in questa classifica nel 2019.